# Talaromyces aculeatus
Talarómyces aculeátus (лат.) — вид несовершенных грибов (телеоморфная стадия неизвестна), относящийся к роду Таларомицес (Talaromyces). Ранее включался в состав рода Пеницилл (Penicillium) как Penicillium aculeatum — пеници́лл шипова́тый.

## Описание
Колонии на CYA на 7-е сутки 2,5—3,5 см в диаметре, радиально и концентрически бороздчатые, с белым, иногда едва желтоватым мицелием, шерстистые, со слабым или вовсе отсутствующим спороношением в серо-зелёных или тускло-зелёных тонах. Капельки экссудата красные, мелкие. Реверс колоний в центре светло-коричневый, ближе к краю бледный.
При 37 °C колонии на 7-е сутки 1,5—2 см.
На агаре с солодовым экстрактом (MEA) колонии с белым и местами едва жёлтым мицелием, шерстистые до пучковатых. Спороношение обычно довольно обильное, серо-зелёное. Выделяются мелкие красные капельки экссудата. Реверс коричнево-оранжевый.
На агаре с дрожжевым экстрактом и сахарозой (YES) колонии с белым, жёлтым и красным мицелием, шерстистые до слабо пучковатых, обычно практически не спороносящие. Экссудат отсутствует. Растворимый пигмент не выделяется, реверс колоний от тёмно-зелёного до светло-жёлтого.
Конидиеносцы — двухъярусные кисточки, иногда с дополнительными веточками, с гладкостенной ножкой 150—300 мкм длиной и 2,5—3,5 мкм толщиной. Метулы в конечной мутовке по 4—8, расходящиеся, 8,5—12 мкм длиной. Фиалиды фляговидные, с очень узкой шейкой, по 3—5 в пучке, 9—11 × 2,5—3,5 мкм. Конидии шаровидные, отчётливо шиповатые, 3—3,5 мкм в диаметре.

### Отличия от близких видов
Определяется по фляговидным фиалидам, образующим шиповатые шаровидные конидии. Talaromyces verruculosus отличается более быстрым ростом при 37 °C (колонии на 7-е сутки 2,5 см в диаметре), Talaromyces apiculatus быстрее растёт и при 25 °C (колонии на 7-е сутки около 4 см в диаметре, при 37 °C — 2,5—3,5 см).

## Экология
Преимущественно почвенный гриб, распространённый широко, однако выделяемый редко, как правило, из тропических регионов.

## Таксономия
Talaromyces aculeatus (Raper & Fennell) Samson, Yilmaz, Frisvad & Seifert, Stud. Mycol. 70: 174 (2011). — Penicillium aculeatum Raper & Fennell, Mycologia 40 (5): 535 (1948).